# The Terminator: Dawn of Fate
The Terminator: Dawn of Fate (с англ. — «Терминатор: Рассвет Судьбы») — видеоигра в жанре шутер от первого лица, выпущена 16 сентября 2002 года в США и 25 октября 2002 года в Европе на PlayStation 2, на Xbox 18 сентября 2002 года в США и 25 октября 2002 года в Европе. Разработана компанией Paradigm Entertainment, издана Atari, SA.

## Сюжет
Действия игры происходит во время перемещения во времени Кайла Риза, влюблённый в Сару Коннор, он пытается помешать терминатору убить её. В фильме поднимаются проблемы путешествий во времени, судьбы, создания искусственного интеллекта, поведения людей в экстремальных ситуациях. Игроки сталкиваются со Skynet и киборгами созданных им. Главный герой Перри (упоминавшийся в первом фильме).

## Влияние
В 2002 году музыкальная группа Fear Factory записала две песни, ставших саундтреками в игре, участники группы являются фанатами франшизы «Терминатор».

## Рецензии
| Сводный рейтинг      | Сводный рейтинг | Сводный рейтинг | Сводный рейтинг |
| Издание              | Оценка          | Оценка          | Оценка          |
| Издание              | Общая           | PS2             | Xbox            |
| -------------------- | --------------- | --------------- | --------------- |
| GameRankings         |                 | 55,54 %         | 55,51 %         |
| Metacritic           |                 | 58/100          | 53/100          |
| Иноязычные издания   |                 |                 |                 |
| Издание              | Оценка          | Оценка          | Оценка          |
| Издание              | Общая           | PS2             | Xbox            |
| EGM                  |                 |                 | 4,83/10         |
| Game Informer        |                 | 6/10            | 6/10            |
| GamePro              |                 | [ 12 ]          | [ 13 ]          |
| GameSpot             |                 | 6,1/10          | 6,6/10          |
| GameSpy              |                 | [ 16 ]          | [ 17 ]          |
| GameZone             |                 | 6,1/10          | 6,7/10          |
| IGN                  |                 | 5,6/10          | 5,3/10          |
| OPM                  |                 | [ 21 ]          |                 |
| Entertainment Weekly | C-              |                 |                 |
| Maxim                | 8/10            |                 |                 |

Сайты GameRankings и Metacritic оценили игру 55,54 звёзд из 100 для версий на PlayStation 2 и 55,51 звёзд из 100 для Xbox.
Maxim оценил игру в 8 звёзд из 10. Entertainment Weekly дала низкую оценку игре, заявив что; «Геймплей игры довольно однообразен и неинтересен (нечто вроде было с игрой The Thing), неправильно расположена игровая камера и неудобный интерфейс».